# Xã Michigan, Quận Grand Forks, Bắc Dakota
Xã Michigan (tiếng Anh: Michigan Township) là một xã thuộc quận Grand Forks, tiểu bang Bắc Dakota, Hoa Kỳ. Năm 2010, dân số của xã này là 139 người.